# Avenida Cristo Redentor
La Avenida Cristo Redentor, conocida comúnmente como Avenida Banzer, es una de las vías de mayor distinción de la ciudad de Santa Cruz de la Sierra en Bolivia. Es la más larga de las avenidas de la ciudad y es parte de la Ruta Nacional 4.
Su recorrido de alrededor de 28 km inicia en el Monumento al Cristo Redentor (del cual tiene su nombre), ubicado en el Segundo Anillo de la Radial 1, terminando en la Carretera al Norte, la cual conduce hacia Warnes, Montero y el resto de municipios y localidades del Norte Integrado del Departamento de Santa Cruz.

## Nombre
La avenida es conocida comúnmente como Banzer, porque así fue nombrada durante la dictadura del Gral. Hugo Banzer Suárez.
Sin embargo, mediante la Ordenanza Municipal N° 18-1995 del 12 de junio de 1995, la avenida fue renombrada "Cristo Redentor" por sugerencia de un Congreso Eucarístico.

## Servicios
- Hipermaxi (Tercer Anillo Interno)
- Shopping Fidalga Banzer (entre Tercer Anillo Interno y Externo)
- Centro Comercial Las Brisas y Torre Empresarial MSC (Cuarto Anillo)
- Patio Belén (entre Quinto y Sexto Anillo)
- Hipermaxi Supercenter (entre Sexto y Séptimo Anillo)